# La Unión (Lempira)
La Unión è un comune dell'Honduras facente parte del dipartimento di Lempira.
Il comune venne istituito il 3 maggio 1916.